# Matěj Končal
Matěj Končal (* 8. prosinec 1993, Plzeň) je český fotbalový obránce či záložník a bývalý mládežnický reprezentant, od roku 2016 hráč klubu FK Jablonec.

## Klubová kariéra

### FC Viktoria Plzeň
Je odchovancem Viktorie Plzeň, kde se před sezonou 2012/13 propracoval do prvního mužstva. Premiéru v evropských pohárech absolvoval 20. března 2014 v odvetě osmifinále Evropské ligy 2013/14 proti francouzskému klubu Olympique Lyon, kde se dostal na hřiště před koncem zápasu. Trenér Dušan Uhrin jej poslal na hrací plochu místo Michala Ďuriše. Plzeň zvítězila 2:1, ale vzhledem k porážce 1:4 z prvního duelu byla vyřazena. První gól v nejvyšší soutěži vstřelil 25. dubna 2014 v utkání proti FK Teplice (výhra 3:0). V létě 2014 prodloužil s Plzní smlouvu do konce ročníku 2016/17. Celkem za Viktorii odehrál sedm ligových zápasů, ve kterých vsítil dvě branky.

### FK Varnsdorf (hostování)
V září 2013 odešel na půlroční hostování do mužstva FK Varnsdorf. Za Varnsdorf odehrál dohromady 10 zápasů v lize, ve kterých jednou rozvlnil síť.

### FK Mladá Boleslav (hostování)
Před jarní částí sezony 2014/15 zamířil hostovat do týmu FK Mladá Boleslav. Po půl roce mu v mužstvu skončilo hostování a vrátil se do Plzně. Za Mladou Boleslav odehrál sedm ligových střetnutí, ve kterých se gólově neprosadil.

### 1. FK Příbram (hostování)
V létě 2015 odešel hostovat do klubu 1. FK Příbram. Po půl roce se vrátil do Plzně. Za Příbram nastoupil k devíti zápasům v lize, branku nevsítil.

### FK Jablonec
Před sezonou 2016/17 přestoupil do mužstva FK Jablonec, kde podepsal kontrakt na tři roky.

### FK Varnsdorf (druhé hostování)
V únoru 2017 odešel kvůli větší zápasové vytíženosti na půlroční hostování do Varnsdorfu, kde již působil na podzim 2013.

## Klubové statistiky
Aktuální k 17. únoru 2017
| Sezona  | Klub                      | Soutěž             | Zápasy | Góly |
| ------- | ------------------------- | ------------------ | ------ | ---- |
| 2012/13 | FC Viktoria Plzeň         | Gambrinus liga     | 2      | 0    |
| 2013/14 | FK Varnsdorf (host.)      | FNL                | 10     | 1    |
| 2013/14 | FC Viktoria Plzeň         | Gambrinus liga     | 5      | 2    |
| 2014/15 | FC Viktoria Plzeň         | Synot liga         | 0      | 0    |
| 2014/15 | FK Mladá Boleslav (host.) | Synot liga         | 7      | 0    |
| 2015/16 | 1. FK Příbram (host.)     | Synot liga         | 9      | 0    |
| 2015/16 | FC Viktoria Plzeň         | Synot liga         | 0      | 0    |
| 2016/17 | FK Jablonec               | ePojisteni.cz liga | 6      | 0    |
| 2016/17 | FK Varnsdorf (host.)      | FNL                |        |      |

## Reprezentační kariéra
Končal reprezentoval ČR v kategoriích U19, U20 a U21.